# 龙达 (西班牙)
隆达（西班牙語：Ronda，西班牙語發音：[ˈronda]）是西班牙安达卢西亚自治区马拉加省的一个城市，位于马拉加以西100公里，人口约35,000。

## 地理
隆达位于平均海拔750公尺（2,460英呎）以上的山区。瓜达莱温河穿过城市，将其一分为二，并在城市上方开辟出100多米深的隆達峽谷（西班牙語：Tajo de Ronda）。西班牙冷杉(Abies pinsapo)是隆达周围山区的特有树种。